# Török Nagy Nemzetgyűlés
A Török Nagy Nemzetgyűlés vagy egyszerűen a török parlament (törökül: Türkiye Büyük Millet Meclisi) Törökország egykamarás parlamentje, melyet a törökök röviden TBMM-nek vagy Meclis-nek hívnak. A parlament törvényhozói hatalmát a török alkotmány biztosítja. Az első országgyűlés Ankarában jött létre 1920. április 23-án a török függetlenségi háború ideje alatt. Atatürk elképzelései szerint az országgyűlés volt az egyik biztosítéka annak, hogy az Oszmán Birodalom romjaiból felépülhessen a Török Köztársaság.
A parlamentnek 600 tagja van, akiket 85 választókörzetből ötévente választanak az arányos képviselet elvén alapuló D'Hondt-módszer segítségével. A 85 választókerület képviseli Törökország 81 tartományát; Isztambul három, Ankara és İzmir pedig kettő-kettő választókörzettel rendelkezik lakosságának nagy száma miatt. A parlamentbe való bekerüléshez a pártoknak el kell érniük a 7%-os parlamenti küszöböt a választások során. 2002-ben kettő, 2007-ben pedig három párt delegálhatott képviselőket az országgyűlésbe. Ez a szám 2018-ra ötre nőtt. Független képviselők is indulhatnak a választásokon, ám rájuk is érvényes a 10%-os küszöb saját választókerületükre vetítve.
A 2018-as választásokon az Igazság és Fejlődés Pártja (AKP) a szavazatok mintegy 42,56 százaléka, és 295 mandátum megszerzésével a legnagyobb párt a Nemzetgyűlésben. Rajta kívül jelen van a törvényhozásban a Köztársasági Néppártnak (CHP), a Népi Demokrata Párt (HDP), a Nemzeti Mozgalom Pártja (MHP), a Jó Párt (İYİ), és több kisebb párt. 

## Története

### Parlament a köztársaság kikiáltása előtt

#### Oszmán Birodalom

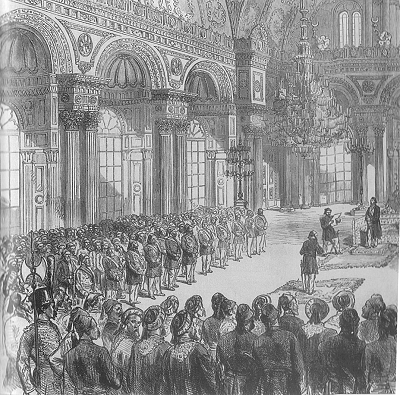
Az Oszmán Parlament megnyitása, 1876

Az Oszmán Birodalom idejében két parlamenti periódust különböztethetünk meg, az első rövid ideig tartott, kétszer voltak választások. Nem sokkal az első választások után a kormány kemény kritikát kapott a képviselőktől az orosz-török háború miatt. Az országgyűlést feloszlatták és új választásokat írtak ki 1877. június 28-ra. A második országgyűlést a szultán oszlatta fel 1878. február 14-én.
A második periódus 1908. július 23-án kezdődött. Ekkor az első alkotmányban foglalt egyes szultáni jogokat töröltek el, majd biztosították a szabad sajtót, a gyülekezés és pártalapítás szabadságát, illetve előírták, hogy a kormány ezentúl nem a szultánnak, hanem a parlamentnek tartozik felelősséggel.

#### A nemzeti parlament megalakulása
Az első világháború után az antant szövetségesek az Oszmán Birodalom feldarabolása mellett döntöttek, melyet a Sèvres-i béke pecsételt meg. A béke értelmében a törökök csupán a belső anatóliai területeket tarthatták volna meg, minden más az antant hatalmak ellenőrzése alá került volna. A béke feltételei ellen fellépő Mustafa Kemal Atatürk a török függetlenségi háborúban elérte, hogy az antant hatalmak kivonuljanak Törökországból és megalakulhasson a független török állam. Az 1922-ben megalakult új parlament eltörölte a szultánságot, majd 1923. október 29-én kikiáltották a köztársaságot.

### Köztársaság

#### Egypártrendszer (1923-1945)
1923 és 1945 között az Atatürk által létrehozott Republikánus Párt egyedül uralta a politikai életet. Néhányszor volt ugyan kísérlet más pártok létrehozására, de ezek a törekvések rendszerint kudarcba fulladtak. 1930. november 17-én például felszámolták az Ali Fethi Okyar által létrehozott Liberális Köztársasági Pártot, miután a párt tagjai közé fogadott radikálisan vallásos elemeket.

#### Többpártrendszer (1945 – napjainkig)
A Török Köztársaság életében a többpártrendszer 1945-ben kezdődött, amikor Nuri Demirağ létrehozta a Nemzeti Fejlődés Pártját (Milli Kalkinma Partisi). A következő évben alakult meg a Demokrata Párt, mely 1950-ben bejutott a parlamentbe is.

##### 1945 – 1980
Az 1961-es alkotmány értelmében az országgyűlés kétkamarás szervként működött, több mint 600 képviselővel. Az 1982-es alkotmányban egykamarás országgyűlést rögzítettek.

## A parlament működése

### Házelnök

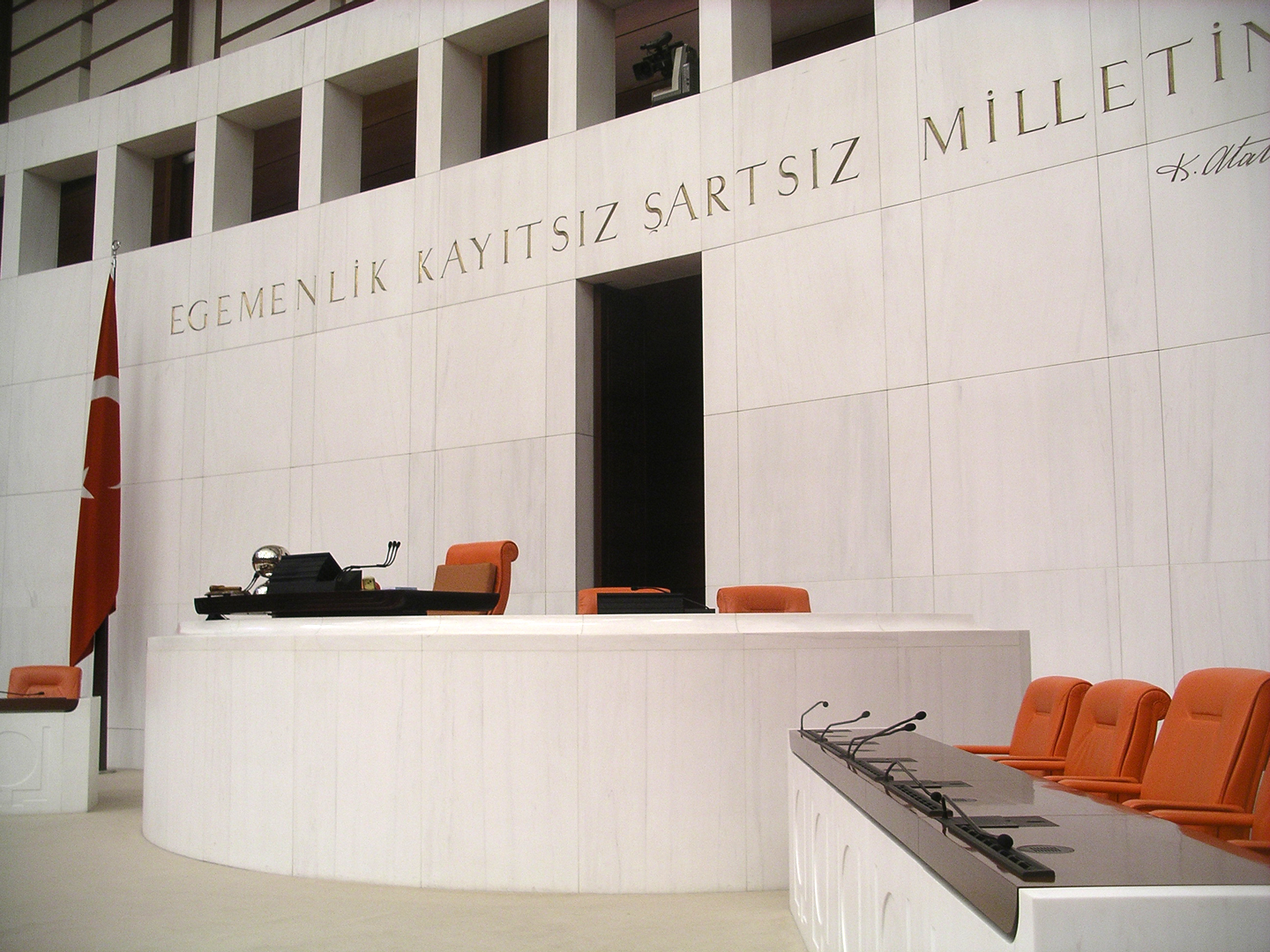
A házelnök széke

A jelenlegi házelnök Mustafa Şentop akit 2019-ben választottak meg a tisztségre.

### Bizottságok
1. Alkotmányügyi bizottság (26 tag)
2. Igazságügyi bizottság(24 tag)
3. Védelmi bizottság (24 tag)
4. Belügyi bizottság (24 tag)
5. Külügyi bizottság (24 tag)
6. Oktatási, kulturális és sportbizottság (24 tag)
7. Fejlesztési, újjáépítési, közlekedésügyi és turisztikai bizottság (24 tag)
8. Környezetvédelmi bizottság (24 tag)
9. Egészségügyi, családügyi, munkaügyi és szociális bizottság (24 tag)
10. Mezőgazdasági és erdészeti bizottság (24 tag)
11. Iparügyi, kereskedelmi, energiaügyi, információ és technológia valamint természeti erőforrások bizottsága (24 tag)
12. Pályázati bizottság (13 tag)
13. Tervezés és költségvetési bizottság (39 tag)
14. Közberuházási bizottság (35 tag)
15. Emberi jogok bizottsága (23 tag)
16. Európai uniós szabályok összehangolásának bizottsága (21 tag)

## A mandátumok eloszlása

### Választási eredmények
| Pártok | Szavazatok | Szavazatok | Szavazatok | Mandátumok | Mandátumok |
| Pártok | No.        | %          | ±          | No.        | ±          |
| --- | ---------- | ---------- | ---------- | ---------- | ---------- |
| Igazság és Fejlődés Pártja (Adalet ve Kalkınma Partisi, AKP) | 16 340 534 | 46,66      | +12,38     | 341        | –23        |
| Köztársasági Néppárt (Cumhuriyet Halk Partisi, CHP) | 7 300 234  | 20,85      | +1,46      | 112        | –66        |
| Nemzeti Haladás Pártja (Milliyetçi Hareket Partisi, MHP) | 5 004 003  | 14,29      | +5,93      | 71         | +71        |
| Demokrata Párt (Demokrat Parti, DP) | 1 895 807  | 5,41       | –4,13      | 0          | ±0         |
| Független politikusok (Bağımsız) | 1 822 253  | 5,20       | +4,20      | 26         | +18        |
| Fiatalok Pártja (Genç Parti, GP) | 1 062 352  | 3,03       | –4,22      | 0          | ±0         |
| A Boldogság Pártja (Saadet Partisi, SP) | 817 843    | 2,34       | –0,15      | 0          | ±0         |
| Független Törökország Párt (Bağımsız Türkiye Partisi, BTP) | 178 694    | 0,51       | +0,03      | 0          | ±0         |
| A Nép Felemelkedése Pártja (Halkın Yükselişi Partisi, HYP) | 175 544    | 0,50       | +0,50      | 0          | ±0         |
| Munkáspárt (İşçi Partisi, İP) | 127 220    | 0,36       | –0,15      | 0          | ±0         |
| Fényes Törökország Párt (Aydınlık Türkiye Partisi, ATP) | 99 938     | 0,29       | +0,29      | 0          | ±0         |
| Kommunista Párt (Türkiye Komünist Partisi, TKP) | 77 657     | 0,22       | +0,03      | 0          | ±0         |
| A Szabadság és Szolidaritás Pártja (Özgürlük ve Dayanışma Partisi, ÖDP) | 51 945     | 0,15       | –0,19      | 0          | ±0         |
| Liberáldemokrata Párt (Liberal Demokrat Parti, LDP) | 36,717     | 0.10       | –0.18      | 0          | ±0         |
| A Munka Pártja (Emek Partisi, EMEP) | 26574      | 0,08       | +0,08      | 0          | ±0         |
| Összesen (84,4%) | 35 017 315 | 100.0      | —          | 550        | —          |
| Forrás: Seçim 2007 (2007-es Választások) A független képviselők mandátumai a következőképp alakultak: - 23 Demokrata Társadalom Pártja tagjai vagy támogatói - Az Egység Pártja vezetője, Muhsin Yazıcıoğlu - volt miniszterelnök Mesut Yılmaz, Az Anyaország Pártja - Kamer Genç, az Igaz Ösvény Pártjának korábbi tagja A Demokrata Baloldal pártjának 13 tagja a Köztársasági Néppárt képviselőjeként került be a parlamentbe |            |            |            |            |            |

2004-ben 50 regisztrált politikai párt volt Törökországban, változatos politikai ideológiákkal, szélső jobboldaltól egészen a szélső baloldalig. Jelenleg négy párt képviselteti magát a parlamentben (a negyedik párt független jelölteken keresztül).

## A parlament épülete
A parlament első épületét a II. Abdul-Hamid szultán kormányát megdöntő Egység és Haladás Mozgalma főhadiszállásából alakították át. Ez az épület ma a török függetlenségi háború múzeumának ad otthont. A második épület ma szintén múzeum, a Köztársaság Múzeuma. A jelenlegi országgyűlésnek helyet adó modern, impozáns épület Ankara Bakanlıklar (Minisztériumok) negyedében található.